# The Great Communicators
The Great Communicators is een Amsterdams/Haagse band die is opgericht in 2012. De groep onder leiding van frontman Arend Dijkstra maakte oorspronkelijk progressieve gimmickrock onder de naam Klopje Popje. Inmiddels is de naam van de band gewijzigd in The Great Communicators en maken ze Indiemuziek.

## Geschiedenis
De eerste ep Bide Your Time verscheen in 2014. Tessa Douwstra was op die ep verantwoordelijk voor de vrouwelijke vocals. Voor het debuutalbum deed Gaia Slotboom haar intrede in de band. In 2017 werd zij opgevolgd door Shawnee Erfmann.
Er volgde een tour met de Popronde en de muziek werd goed ontvangen. Het debuutalbum Lucky Horse werd opgenomen in de studio van Kytopia in Utrecht. Het album werd geproduceerd door Simon Akkermans, die eerder albums produceerde voor C-mon & Kypski, Kapabel en Bombay.
In 2016 speelde de band op Noorderslag, Festival deBeschaving, Down The Rabbit Hole en in het voorprogramma van Kensington in de Ziggo Dome. In datzelfde jaar werd de band verkozen tot 3FM Serious Talent en traden zij op bij De Wereld Draait Door.
In 2020 trad Linda van Leeuwen (oa. Blaudzun, Bombay en Sue the Night) toe tot de band. Zij verving Shawnee Erfmann, die de band had verlaten. Round The Bend was de eerste single in de nieuwe samenstelling. Begin september volgt Our Days

## Discografie

### Albums
| Album met eventuele hitnotering(en) in de Nederlandse Album Top 100 | Datum van verschijnen | Datum van binnenkomst | Hoogste positie | Aantal weken | Opmerkingen |
| ------------------------------------------------------------------- | --------------------- | --------------------- | --------------- | ------------ | ----------- |
| Lucky Horse                                                         | 2014                  | 30 September 2016     | 137             | 1            |             |

### Singles
| Single met eventuele hitnotering(en) in de Nederlandse Top 40 | Datum van verschijnen | Datum van binnenkomst | Hoogste positie | Aantal weken | Opmerkingen |
| ------------------------------------------------------------- | --------------------- | --------------------- | --------------- | ------------ | ----------- |
| Old car                                                       | 2016                  | -                     | -               | -            |             |
| Motion                                                        | 2016                  | -                     | -               | -            |             |
| Round the Bend                                                | 2020                  | -                     | -               | -            |             |
| Our Days                                                      | 2020                  | -                     | -               | -            |             |
| Candle                                                        | 2020                  | -                     | -               | -            |             |

## Trivia
- Het nummer Zoetrope van de band werd in een tv-commercial gebruikt door zorgverzekeraar Anderzorg;
- De titel van het debuutalbum (Lucky Horse) is ook het motto van de band: “We zetten alles in op één paard, het is alles of niets”.